# Opposition research
En política estadounidense, la investigación de la oposición, o opposition research, es una práctica de recopilar información sobre un oponente o adversario político que puede usarse en su contra para desacreditarlo o debilitarlo. El término se utiliza para referirse no sólo a una recopilación de información sino también a su uso como campaña negativa.

## Descripción
El tipo de información puede incluir historias o actividades privadas, legales, criminales, médicas, educativas o financieras, así como cobertura mediática previa o historial de votación de una figura política. 'opposition research también puede usar trackers para seguir a un individuo y registrar sus actividades políticas o discursos.
Las investigaciones y encuestas suelen realizarse en el período comprendido entre el anuncio de una candidatura y las elecciones posteriores; pero las organizaciones políticas mantienen bases de datos a más largo plazo que pueden abarcar varias décadas. Esta práctica es a la vez una maniobra táctica y una medida económica.

## Antecedentes
En el siglo I a. C., se dice que Cicerón reunía información que era perjudicial para sus oponentes y la utilizaba en ataques contra ellos. Acusó a un oponente político, Catilina, de asesinar a una esposa para dejar lugar a otra. Atacó a Marco Antonio en discursos conocidos como las Filípicas, lo que finalmente provocó que Antonio le cortara la cabeza y la mano derecha y las exhibiera en el Foro Romano.
La investigación de la oposición también tiene su origen en la planificación estratégica militar, como se evidencia en textos antiguos como El arte de la guerra, publicado en el siglo V a. C. por Sun Tzu. Este manual para guerreros describe la necesidad de comprender las debilidades del oponente, de utilizar espías y de atacar en momentos de debilidad.
En Inglaterra e Irlanda del siglo XVIII, la investigación de la oposición adoptó la forma de guerras de panfletos que generaban escándalo entre los partidos Whig y Tory. Incluso escritores como Daniel Defoe, Jonathan Swift y Henry Fielding participaron en este tipo de técnica, a menudo escribiendo bajo seudónimos.Esta tradición de ataque enérgico se repitió más tarde en las colonias en Estados Unidos, con escritores como Thomas Paine y Benjamin Franklin realizando investigaciones de oposición y publicando sus resultados.
La primera aparición de la frase «investigación de la oposición» en The New York Times ocurrió el 17 de diciembre de 1971, en un artículo que describe la infiltración de una voluntaria republicana en la campaña presidencial de Edmund Muskie: «...apareció un artículo en un periódico de Washington que describía el programa de "investigación de la oposición" en la sede republicana...».

## Métodos
La investigación de la oposición difiere enormemente según el tamaño y la financiación de una campaña, la ética del candidato y la época en la que se lleva a cabo. En Estados Unidos, la recopilación de información se puede clasificar en tres categorías principales: investigación de código abierto posibilitada por la Ley de Libertad de Información, operaciones encubiertas o "artesanías" y mantenimiento de sistemas humanos de informantes. Cada vez se utiliza más la extracción de datos de registros electrónicos. La información se almacena para su uso futuro y se difunde de diversas maneras.
Otra técnica consiste en infiltrarse en las operaciones de la oposición y colocar allí a un informante pagado. Las técnicas de «propaganda gris» se suelen utilizar para difundir información perjudicial para los medios de comunicación sin que se identifique adecuadamente su fuente, una técnica heredada de las tácticas de desinformación empleadas por agencias de inteligencia como la Oficina de Servicios Estratégicos durante la Segunda Guerra Mundial.
El intercambio de archivos entre agentes de partidos políticos es bastante habitual. En las elecciones presidenciales de 2008, un dossier de investigación de la oposición contra la candidata republicana a la vicepresidencia, Sarah Palin, fue publicado íntegramente en el blog Politico.com. El archivo fue compilado por el personal de su oponente en la carrera a gobernador de Alaska de 2006, Tony Knowles.
Las campañas políticas utilizan "volcados de la oposición" para suministrar sistemáticamente a los medios de prensa archivos con información perjudicial, incluidos asuntos de dominio público, secuencias de vídeo de archivos del partido y colecciones privadas, así como información de inteligencia privada recopilada por agentes. Muchos comentarios de noticias de radio y televisión en horario de máxima audiencia dependen de este suministro de material generado por el partido porque es gratuito y, por lo tanto, más rentable que pagar a periodistas de investigación.
Un análisis de las estrategias en medios digitales publicado en 2005 por la Academia Estadounidense de Ciencias Políticas sostuvo que las nuevas tecnologías permiten a las élites políticas utilizar bases de datos y tecnologías de Internet para investigar a la oposición con mayor facilidad, pero utilizan técnicas de extracción de datos que indignan a los defensores de la privacidad y tecnologías subrepticias que pocos usuarios de Internet entienden. Los datos se vuelven «más ricos» en lo que respecta a los actores políticos, las opciones de políticas y la diversidad de actores y opiniones en la esfera pública, pero la ciudadanía es «más delgada» en virtud de «la facilidad con la que las personas pueden volverse políticamente expresivas sin estar comprometidas sustancialmente».

## Uso en los medios de comunicación
En 1994, Howard Kurtz, analista de medios de comunicación del Washington Post, examinó la práctica de utilizar pistas procedentes de fuentes de investigación de la oposición. Kurtz examinó las principales cadenas de televisión, Newsweek, The Wall Street Journal, Los Angeles Times y otros medios de comunicación influyentes, y encontró distintos niveles de uso de información de investigación de la oposición sobre David Hale como testigo en la controversia Whitewater. En ese momento, Brown confirmó que había sido la fuente de cuatro artículos de los principales medios de comunicación que habían recibido atención de la Columbia Journalism Review porque guardaban un parecido sorprendente con la investigación de la oposición que estaba difundiendo la ONG conservadora Citizens United.